# Quinto Aterio
Quinto Aterio (in latino Quintus Haterius; 63 a.C. circa – 26) è stato un politico e oratore romano.

## Biografia
Sposato con Vipsania Attica (probabilmente figlia di Marco Vipsanio Agrippa e Cecilia Attica), ebbe tra i suoi discendenti un figlio, Decimo Aterio Agrippa, anch'egli console nel 22 ed un nipote, Quinto Aterio Antonino, console nel 53.
Aterio è considerato il più famoso oratore dell'epoca augustea, per quanto il suo stile non piacesse né ad Augusto, né a Tiberio. Come homo novus, divenne console suffetto durante il principato di Augusto nel 5 a.C. Non particolarmente simpatico a Tacito che lo definisce “un vecchio dalla turpissima adulazione” (senex foedissimae adulationis) che gli servì per proteggersi dai sospetti dell'imperatore Tiberio. Lo storico riferisce che alla morte di Augusto, quando Tiberio finse di ricusare l'elezione ad imperatore, Aterio fu il primo ad alzarsi ed a pregarlo con insistenza di accettare l'alto incarico dicendo al futuro imperatore:
(Tacito, Annales, I, 13.4)
La reazione di Tiberio, forse preso dall'esasperazione ed al tempo stesso dal rimprovero che Aterio gli aveva rivolto, gli si scagliò contro, ma una volta accettato il principato,
(Tacito, Annales, I, 13.6)
Nel 16, in una adunanza del Senato, Aterio, pronunciatosi contro il lusso eccessivo dei cittadini romani, ottenne un decreto che abolisse l'utilizzo di recipienti in oro massiccio per servire i cibi in tavola. O che da tutti fu deriso nel 22, quando ormai ultraottantenne, sempre per adulare il princeps Tiberio, consigliò che una delibera del Senato fosse scolpita a lettere d'oro nella Curia.
Morì nel 26 all'età di 90 anni.
(Tacito, Annales, IV, 61)

## Sepoltura
La sua tomba era situata in prossimità della Porta Nomentana: fu obliterata dalla costruzione della torre onoriana nel V secolo e riportata alla luce nel 1826-1827. Consisteva in un altare funerario con nucleo in cementizio rivestito in travertino e con decorazioni in marmo.

### Fonti primarie
- Cornelio Tacito, Annales, libri III e IV.
- Svetonio, Vite dei Cesari, Tiberio.

### Fonti secondarie
- Ronald Syme, L'aristocrazia augustea, trad.it., Milano 1993.
- Diana Bowder, Dizionario dei personaggi dell'antica Roma, Roma 1990.